# له‌ماری جوکار
له‌ماری جوکار، روستایی از توابع بخش مرکزی شهرستان مارگون شهرستان مارگون در استان کهگیلویه و بویراحمد ایران است.

## جمعیت
این روستا در دهستان مارگون قرار دارد و براساس سرشماری مرکز آمار ایران در سال ۱۳۸۵، جمعیت آن ۲۴ نفر (۵خانوار) بوده‌است.